# کلیو فراکوتی
کلیو فراکوتی (ایتالیایی: Clio Ferracuti; ۱۰ اکتبر ۱۹۹۶ ) کاراته‌کا زن اهل ایتالیا است.